# Lisa Altenpohl
Lisa Altenpohl (* 9. Juni 1985 in Siegburg) ist eine deutsche Schauspielerin.
Lisa Altenpohl besuchte von 2001 bis 2006 die Schauspielschule für Laien und Amateure an dem Comedia Theater in Köln. In dieser Zeit trat sie in zahlreichen Theaterstücken des Hauses auf. 2006 stand sie in den Spielfilmen Dresden – das Inferno und Die Mauer – Berlin ’61 zum ersten Mal vor der Kamera. Seit 2008 tritt Lisa Altenpohl in verschiedenen Aufführungen in Berliner Theaterhäusern auf.
Nach einem Jahr Drehpause spielte sie 2008 in dem Märchenfilm Brüderchen und Schwesterchen die Rolle der Stiefschwester. 2010 erhielt sie die Rolle der Melanie in dem Kurzfilm Narben im Beton und wirkte als Kindergärtnerin in der deutsch-österreichischen Arztserie Doctor’s Diary. 2012 sah man Altenpohl neben der Hauptdarstellerin Aylin Tezel als Jana in dem Kinofilm Am Himmel der Tag.

## Filme (Auswahl)
- 2006: Dresden – das Inferno (TV)
- 2006: Die Mauer – Berlin ’61 (TV)
- 2008: Brüderchen und Schwesterchen (TV) (ARD-Märchenfilmreihe Sechs auf einen Streich)
- 2010: Narben im Beton
- 2010: Doctor’s Diary
- 2012: Am Himmel der Tag
- 2016: Art for Art’s Love
- 2018: Will there be enough water?
- 2020: Any other day: SISTER